# Ole Wilhelm Lund
Ole Wilhelm Lund, född 5 augusti 1848 i Horten, död 29 mars 1915 i Kristiania, var en norsk officer och ingenjör. Han var son till Bernt och Hedevig Lund, bror till Alf Lund och far till Diderich Hegermann Lund.
Lund blev student 1865 och löjtnant 1870, var 1873–75 lärare för kung Oscar II:s söner, tog 1908 som överstelöjtnant avsked från militärtjänsten och övergick till ingenjörsverksamhet. 
Lund deltog i den första utstakningen av Bergensbanens högfjällspassage, var 1883–89 direktör för det brittiska bolag, som hade koncession på Malmbanan, och planlade som dess ingenjör denna bana från det nuvarande Narvik till Gällivare. Som ledande ingenjör och representant i Norge för LKAB planlade och uppförde han från 1898 bland annat de väldiga kajanläggningarna i Narvik.